# Zoe Băicoianu
Zoe Băicoianu (Predeal, 15 de agosto de 1910 - Bucarest, 8 de marzo de 1987) fue una escultora y ceramista rumana.
Era hija de una dama de honor en la Corte Real.
Estudió arte en Francia, asistió a la Escuela de Bellas Artes de París y a la Escuela rumana de Roma. Artista multidisciplinar se dedicó a la moda y al arte objetual (trabajó el metal, el vidrio y la madera). Hizo arte monumental y decorativo. El año 1937 en París, estudió con André Lhote.
Fue profesora en el Instituto de Bellas Artes "N. Grigorescu", de Bucarest. 